# Maior Árvore de Natal da Europa
A Maior Árvore de Natal da Europa foi uma mega estrutura de aço e milhões de pequenas luzes, oferecida pelo Millenium BCP à Cidade de Lisboa em 2004, 2005 (com uma réplica em Varsóvia) e 2006, e à Cidade do Porto em 2007 (tendo contado com uma réplica em Bucareste); em 2008 passa para as "mãos" da ZON TV Cabo, que recolocou a árvore em Lisboa em 2008 e 2009. A maior altura atingida pela árvore foi 76 metros de altura, em 2007, sendo que em 2004 tinha apenas 62 metros de altura. Actualmente (2008 e 2009), a árvore conta com apenas 44 metros de altura devido à sua localização, pois o local onde está instalada é uma passagem para aviões que descolam e aterram no aeroporto de Lisboa. Assim, uma altura superior poderia causar problemas no tráfego aéreo. No entanto, estando a árvore localizada no topo de uma colina central de Lisboa (o topo do Parque Eduardo VII), era possível visionar a estrutura de toda a cidade.
Em 2008, a árvore voltou para Lisboa, mas não para o Terreiro do Paço, desta vez a sua enorme estrutura foi montada no topo do Parque Eduardo VII, de onde era visível para toda a cidade. Desta vez a árvore era patrocinada pela Zon TV Cabo. Esta era uma maneira de a empresa fazer publicidade aos seus produtos televisivos. Para além da árvore, houve vários eventos no local ao longo de todo o tempo que a árvore esteve acessa. Espectáculos musicais foram previstos para o local onde irá ser montada a árvore de Natal Zon, sendo que os canais vocacionados para a infância e família foram as estrelas da animação envolvente. Roberta Medina, da Better World, empresa ligada ao Rock in Rio e também à árvore de Natal, disse estar prevista uma iniciativa de solidariedade, que mais tarde se viria a revelar que seria a entrega de cadeiras-de-rodas a vários utentes. Esta era, porém, alguns metros mais pequena do que a primeira árvore instalada em Lisboa em 2004 (com 62 metros de altura), a Árvore de Natal Zon, tinha apenas 44 metros de altura, mas não deixa de ser a Maior Árvore de Natal da Europa, até porque não foi montada mais nenhuma estrutura para este efeito em toda a Europa (é de referir que naquele ano o banco Millenium BCP, não patrocinou nenhuma árvore em nenhuma cidade). Em 2009, a árvore voltou a ser montada no Parque Eduardo VII em Lisboa, tendo a sua construção sido iniciada a 19 de Outubro de 2009. Com um design diferente do ano anterior, as iniciativas voltaram a ser as mesmas, estando principalmente focadas na Tenda Zon a ser instalada no terreno. A inauguração da estrutura foi calendarizada para 29 de Novembro de 2009, e a árvore "brilhou" sobre Lisboa todos os dias das 17:30 à 01:00. Para 2010 e anos seguintes era esperado que a árvore regressasse ao Terreiro do Paço, ano em que esta seria inaugurada completamente reformulada e "nova". No entanto também era esperado que a Zon continuasse com a edição no Parque Eduardo VII, deixando assim Lisboa com duas das maiores Árvores de Natal da Europa e do mundo, o que não ocorreu devido à falta de patrocinadores.

## Edições
| Ano  | Foto | Local                               | Tema                     | Altura | Peso  | Nº de Luzes | Inauguração            | Encerramento          | Visitantes |
| ---- | ---- | ----------------------------------- | ------------------------ | ------ | ----- | --- | ---------------------- | --------------------- | ---------- |
| 2004 |      | Lisboa (Belém)                      | A Magia da Luz           | 62 m   | 167 t | 2 milhões de lâmpadas, 128 painéis: 8 módulos (16 painéis por módulo), 22 mil metros de mangueira luminosa, 400 strobes, 320 metros de néon, 8 moving lights | 20 de Novembro de 2004 | 6 de Janeiro de 2005  | 800 mil    |
| 2005 |      | Lisboa (Terreiro do Paço)           | Laços                    | 72 m   | 240 t | 2,2 milhões de micro lâmpadas, 15 mil mini-lâmpadas redondas, 18 quilómetros de mangueira luminosa, 380 strobes (focos de luz intermitentes), 320 metros de néon, 8 moving lights (focos móveis de longo alcance) com potências entre os 2 mil e os 7 mil watts e 144 painéis decorativos | 19 de Novembro de 2005 | 8 de Janeiro de 2006  | 3 milhões  |
| 2006 |      | Lisboa (Terreiro do Paço)           | Sinos                    | 75 m   | 260 t | 2,5 milhões de lâmpadas, 26 mil metros de mangueira luminosa e 410 metros de néon. A árvore apresenta uma base de 26 metros de diâmetro, e 8 Moving lights. | 25 de Novembro de 2006 | 8 de Janeiro de 2007  | 5 milhões  |
| 2007 |      | Porto (Avenida dos Aliados)         | Velas                    | 76 m   | 280 t | 2.400 milhões de micro lâmpadas, 13.000 lâmpadas bolinha, 28.000 metros de mangueira luminosa, 500 metros de néon e 600 strobes | 17 de Novembro de 2007 | 7 de Janeiro de 2008  | 6 milhões  |
| 2008 |      | Lisboa (topo do Parque Eduardo VII) | A Magia do Natal Está On | 44 m   | 217t  | 1 625 000 microlâmpadas, 12 800 metros de mangueira luminosa, 600 luzes que piscam e 90 elementos decorativos de néon em forma de estrela. | 22 de Novembro de 2008 | 6 de Janeiro de 2009  | 3 milhões  |
| 2009 |      | Lisboa (topo do Parque Eduardo VII) | O Natal Zon Está On      | 44m    | 217t  | 1 625 000 micro-lâmpadas | 29 de Novembro de 2009 | 6 de Janeiro de 2010  | -          |
| 2010 |      | Porto (Avenida dos aliados)         | O Natal Zon              | 44m    | 217t  | 1 625 000 micro-lâmpadas | 25 de Novembro de 2010 | 10 de Janeiro de 2011 | -          |
| Ano  | Foto | Local                               | Tema                     | Altura | Peso  | Nº de Luzes | Inauguração            | Encerramento          | Visitantes |